# 2231 Durrell
2231 Durrell este un asteroid din centura principală, descoperit pe 21 septembrie 1941 de Sylvain Arend.